# Iraanse presidentsverkiezingen 2009
Op vrijdag 12 juni 2009 werden er in Iran presidentsverkiezingen gehouden.

## Kandidaten
- Mahmoud Ahmadinejad, de zittende president, ultraconservatief. Populair buiten de steden. Isolationist.
- Mir-Hossein Mousavi, de belangrijkste hervormingsgezinde kandidaat, voormalig premier. Populair in de steden, bij de Turkstalige etnische minderheden en bij jongeren en vrouwen. Wil toenadering tot het buitenland.
- Mohsen Rezaee, conservatief, voormalig commandant van de Iraanse Revolutionaire Garde.
- Mehdi Karroubi, hervormingsgezind, voormalig voorzitter van de Majlis van Iran.

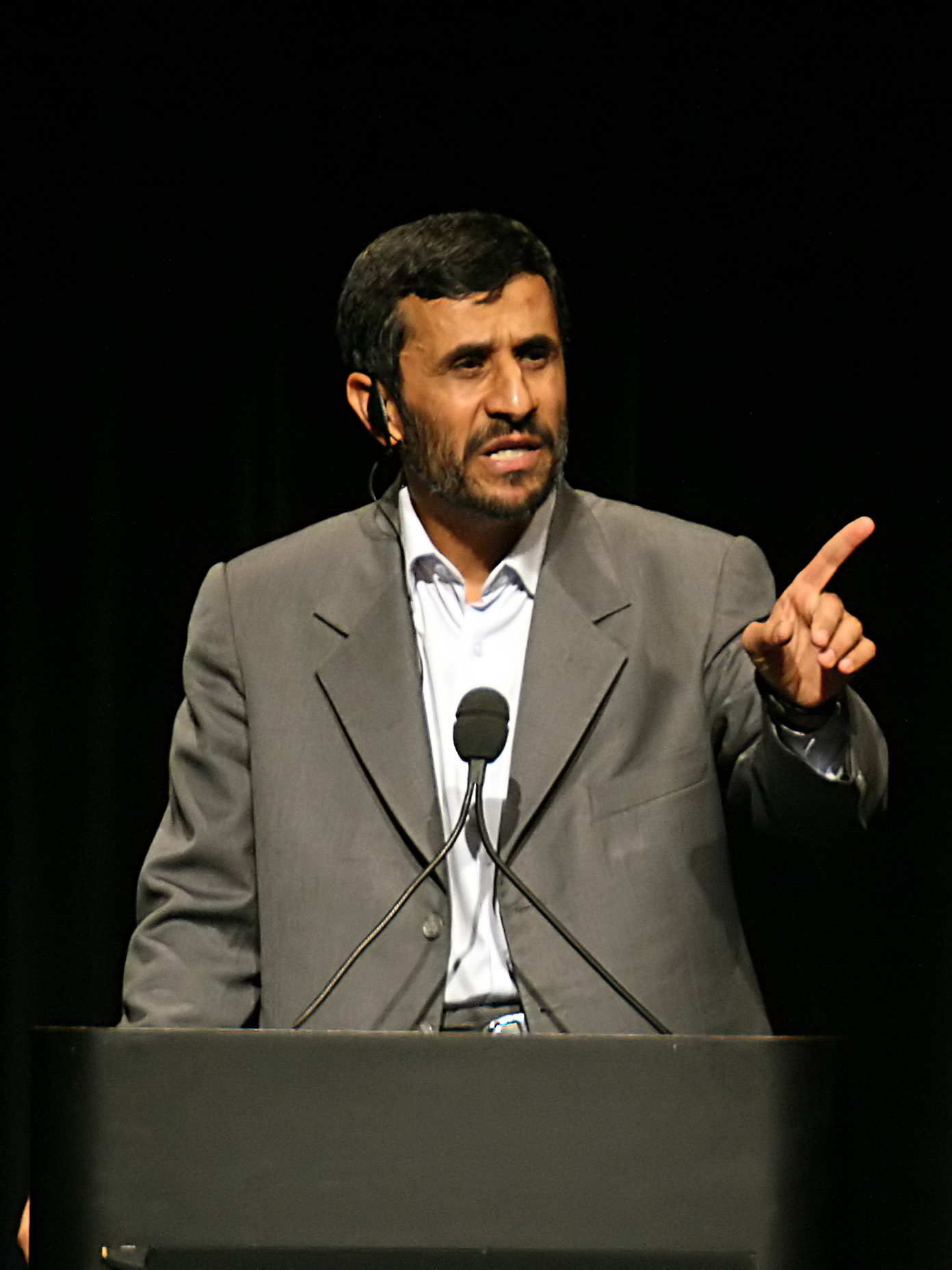
Mahmoud Ahmadinejad

## Campagne

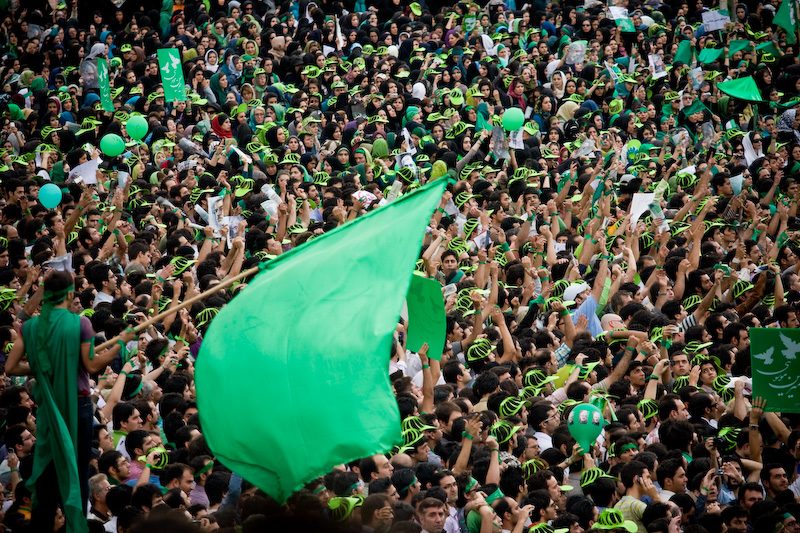
Mars in het kader van de campagne van Mousavi. Groen is de kleur van zijn partij.

Ahmadinejad heeft grote controle over televisiestations en de media. Mousavi maakte gebruik van internet en sms-berichten tijdens de campagne. De regering blokkeerde tijdens de campagne tijdelijk de toegang tot Facebook. Mousavi kreeg grote aantallen mensen bijeen, waardoor bij de hervormers de verwachting hoog werd dat hun kandidaat zou winnen.

## Uitslag
85% van de stemgerechtigden ging stemmen. De verwachting was dat een hoge opkomst gunstig zou zijn voor de hervormingsgezinden, maar de officiële uitslag op 13 juni was anders: Ahmedinejad kreeg 62,6% van de stemmen en Mousavi 33,75%. De overige kandidaten haalden slechts enkele procenten.
Na de bekendmaking van de uitslag beschuldigde Mousavi de regering van verkiezingsfraude. Volgens bronnen in de oppositie zou in minstens 30 plaatsen de opkomst meer dan 100% bedragen. In 200 stembureaus was het percentage opgekomen kiezers onwaarschijnlijk hoog met 95% of meer.

## Protesten

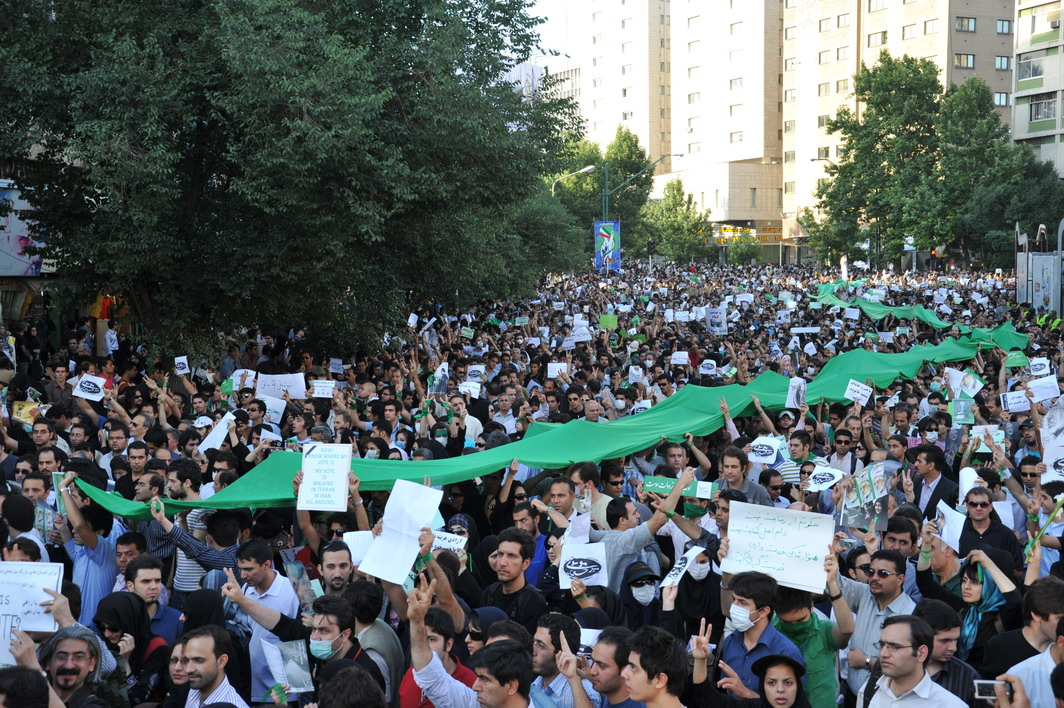
Demonstratie in Teheran, 16 juni 2009

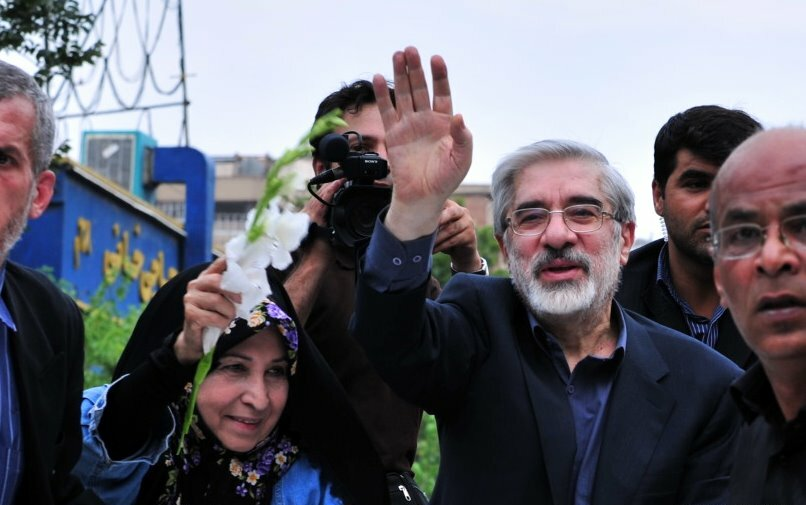
Mousavi en zijn vrouw tijdens de demonstratie van 18 juni.

De uitslag leidde tot onrust onder de oppositie, die de uitslag niet vertrouwde. Er braken rellen uit die de hevigste waren in tien jaar, misschien wel dertig jaar. Buitenlandse journalisten werd het werken bemoeilijkt, sommige werden geslagen, gearresteerd of uitgezet. Sociale netwerksites werden afgesloten of gefilterd, alsook mobiel telefoonverkeer.
Op 15 juni 2009 werd een grote demonstratie afgelast uit vrees dat het leger met scherp zou schieten. Ondanks de afgelasting gingen honderdduizenden, mogelijk zelfs een paar miljoen mensen de straat op, in weinig georganiseerde en veelal vreedzame demonstraties. Ook Mousavi verscheen en hield een korte toespraak. Het was zijn eerste openbare optreden sinds de verkiezingen. Ali Khamenei gaf de Raad van Hoeders opdracht eventuele verkiezingsfraude te onderzoeken. Veel vertrouwen had Mousavi hierin niet. Het zou Iran ontbreken aan onafhankelijke instituten om een dergelijk onderzoek goed te kunnen uitvoeren. 's Nachts werd een campus aangevallen door regeringsgetrouwe milities, waarbij doden vielen.
Op 16 juni vonden zowel pro- als anti-regeringsdemonstraties plaats. Er werd een gedeeltelijke hertelling beloofd, maar een annulering van de verkiezingsuitslag werd uitgesloten. Mousavi nam hier echter geen genoegen mee en eiste nieuwe verkiezingen. De mensenrechtenorganisatie International Campaign for Human Rights in Iran meldde dat er tientallen arrestaties plaats hadden gevonden onder dissidenten.
Op 17 juni waren er stille demonstraties in verschillende steden. Iraanse voetbalspelers, die tegen Zuid-Korea speelden, droegen een groene band: de kleur van Mousavi. Hierom werden vier internationals levenslang geschorst. De FIFA vroeg hier later uitleg over. Hoewel steeds meer websites afgesloten werden, kwamen er veel filmpjes en foto's uit Iran op het internet terecht. Er zouden 500 activisten, oppositiefiguren, studenten en journalisten zijn gearresteerd.
Op 18 juni stonden de demonstraties in het teken van rouw om de omgekomen demonstranten. De demonstraties waren vreedzaam en stil. Het contact met de ordetroepen leek ontspannen. De Raad van Hoeders nam 646 klachten over de stembusprocedure in behandeling.
Op 19 juni waren er geen grote demonstraties, maar er was een toespraak van Ayatollah Ali Khamenei, waarin hij waarschuwde dat verdere demonstraties kunnen leiden tot bloedvergieten en hij stelde de oppositieleiders daarvoor verantwoordelijk. Hij beschuldigde westerse media ervan de demonstraties aan te wakkeren.
Op 20 juni werd een demonstratie op het laatste moment afgelast. Wel vonden er hevige rellen plaats waarbij minstens 13 doden vielen. Een filmpje van het overlijden van de jonge vrouw Neda Soltani verspreidde zich snel en wereldwijd over het internet. Er vond een zelfmoordaanslag plaats bij het mausoleum van Ayatollah Khomeini.
Op 21 juni hadden de ordetroepen het centrum van Teheran grotendeels onder controle. Een wake bij een gebouw van de Verenigde Naties werd door de politie aangevallen. Mousavi moedigde zijn aanhangers aan door te gaan met de strijd, maar zelfbeheersing te tonen. Uit angst voor de risico's bij straatprotesten begonnen inwoners van Teheran 's nachts bij wijze van alternatief protest Allahu Akhbar van hun daken te roepen, maar ook hiertegen probeerden ordetroepen op te treden.
Op 22 juni werd door de Raad van Hoeders bekendgemaakt dat er inderdaad onregelmatigheden waren geconstateerd: in 50 steden was de opkomst meer dan 100%. De Raad verklaarde dit doordat er in een andere dan de woonplaats gestemd kon worden. Bovendien zou dit getalsmatig de grote voorsprong van Ahmadinejad niet verklaren. Een hertelling van 10% van de stemmen werd aangekondigd, maar nieuwe verkiezingen werden uitgesloten. Ondanks waarschuwingen van de Revolutionaire Garde verzamelden duizend mensen zich voor weer een demonstratie.
Op 9 juli werd de herdenking van de studentenopstand van 1999 aangegrepen om na een periode van stilte weer demonstraties te houden. De politie gebruikte traangas om de demonstraties te breken.
Op 17 juli hield de invloedrijke Ali Akbar Hashemi Rafsanjani voor het eerst sinds de verkiezingen een preek, waarin hij stilstond bij de verkiezingsprotesten en Mousavi steunde. De preek werd uitgezonden door de nationale radio. Na afloop waren er weer demonstraties. De steun van Rafsanjani voor Moussavi toonde aan dat er een scheuring binnen de elite was ontstaan.
Op 5 augustus vond de inauguratie van Ahmadinejad plaats. De enorme aanwezigheid van politie en milities kon enkele kleine demonstraties niet voorkomen.